# Baptria borealis
Baptria borealis là một loài bướm đêm trong họ Geometridae.